# Jean-Pierre Dresco
Jean-Pierre Dresco, né le 18 janvier 1936 à Corcelles-près-Payerne, dans le canton de Vaud, en Suisse, a exercé la fonction d’architecte cantonal vaudois entre 1972 et 1998.

## Biographie
De par ses attaches familiales vaudoises et tessinoises (Bombinasco), Jean-Pierre Dresco est proche des métiers du bâtiment, étant petit-fils de Silvio Morandi, propriétaire et directeur de la briqueterie de Corcelles-près-Payerne. De 1952 à 1955, il fait un apprentissage de dessinateur architecte chez Jacques Jaeger, à Fribourg puis, après avoir obtenu sa maturité fédérale, il étudie de 1957 à 1963 l’architecture à l’ École polytechnique fédérale de Lausanne (dite à l’époque EPUL, encore rattachée à l’Université de Lausanne). Son travail de diplôme, en 1963, est consacré à l’habitat ouvrier de haute montagne et a pour sujet le chantier du barrage de Gries, près du col du Nufenen.
Il suit ensuite durant une année un 3e cycle de formation à l’Institut d'étude du développement économique et social à Paris. De 1964-1967, Dresco travaille à Lugano et Locarno comme collaborateur des architectes Tita Carloni, Luigi Snozzi et Livio Vacchini, se consacrant à l’étude d’un nouvel hôpital pour Mendrisio (mais ses travaux n’aboutiront pas). Il revient alors à Lausanne, d’abord comme collaborateur, entre 1967 et 1969, de William F. Vetter, spécialiste lui aussi de la construction hospitalière. Dès 1969, Dresco entre à l’administration cantonale, pour diriger la mise en œuvre du plan hospitalier au Service de la santé publique .
Il épouse Irène, fille de l’architecte cantonal tessinois Pietro Giovannini.

## Chef du Service des bâtiments
En 1972, Jean-Pierre Dresco est appelé par Jean-Pierre Vouga à lui succéder au poste de chef du Service des bâtiments de l’Etat de Vaud. Ses débuts sont toutefois entravés par le considérable effort financier cantonal consenti à deux projets «pharaoniques» alors déjà en cours, à savoir l’Université de Lausanne, et le Centre hospitalier universitaire vaudois (CHUV), qui disposent chacun de leur propre bureau de direction, indépendant du Service des bâtiments.
Jean-Pierre Dresco relève des dysfonctionnements dans la répartition des responsabilités dans la conduite des chantiers de l’État. Aussi parvient-il à faire adopter des ‘’Directives du Conseil d’Etat concernant les constructions nouvelles et les transformations importantes dans les bâtiments dans lesquelles l’Etat est le maître de l’ouvrage’’, directives qui clarifient la répartition des tâches et attribuent au nouveau Service des bâtiments des responsabilités considérablement accrues. En 1973, l’architecte Alexandre Antipas entre en fonctions comme chef de projet dans le domaine de l’architecture. La philosophie éthique rigoureuse de Jean-Pierre Dresco lui fera privilégier systématiquement le recours au concours d’architecture et aux mandats extérieurs pour tout ce qui concerne non seulement l’architecture publique, mais aussi l’archéologie et la conservation monumentale.
Dans ces deux derniers domaines de l’archéologie et de la conservation monumentale, l’insuffisance des structures administratives héritées de la loi du 10 septembre 1898 et des pionniers que furent Albert Naef et Louis Bosset est patente. La loi vaudoise du 10 décembre 1969 sur la Protection de la Nature, des Monuments et des Sites (LPNMS), clarifie les choses en mettant à égalité l’archéologie et les monuments historiques, tout en définissant, pour le patrimoine, deux types de protection : la mise à l’inventaire et le classement.

## Inventaire et protection du patrimoine
Mais avant de protéger, il faut connaître. Dresco rédige donc un organigramme plus clair, prévoyant, au sein du Service des bâtiments, la création d’une Section Archéologie et d’une Section des Monuments historiques. Il définit aussi des principes de bonne conduite et développe une approche alors très nouvelle, celle de la pluridisciplinarité. En 1971, Denis Weidmann commence sa carrière d’archéologue cantonal, d’abord au gré d’un contrat de droit privé, puis en qualité de fonctionnaire de l’Etat à partir de 1973. Les inventaires et cartes archéologiques sont dès lors complétés et mises au net avec systématique et, en vingt ans, le nombre des sites délimités et mis sous surveillance passe à 1500. Très vite, l’archéologie cantonale se donne les moyens de contrôler les projets d’aménagement dans les sites sensibles et prescrire les mesures nécessaires, de manière à pratiquer, pour la première fois, une archéologie préventive.
Pour le patrimoine bâti, Eric Teysseire est engagé en 1973 en qualité de conservateur cantonal des monuments. Là aussi, il a fallu partir d’une première liste empirique plaçant sous protection les sites et lieux culturels d’importance nationale et régionale. Sous l’impulsion de Jean-Pierre Dresco et d’Eric Teysseire, le Service des bâtiments met en place une opération gigantesque, le Recensement architectural du canton de Vaud, afin d’évaluer l’ensemble du patrimoine bâti cantonal. Cette entreprise considérable, couvrant les 385 communes que compte alors le canton de Vaud, prendra vingt ans pour être menée à chef et totalisera environ 50 000 fiches, pour un total de 80 000 objets retenus. Cela concerne plus d’un tiers des immeubles cadastrés du canton, auxquels s’ajoutent des ponts, des fontaines, des cimetières, des poids publics, des bornes ou des enseignes….
Grâce à cette documentation exceptionnelle, complétée de l’  ISOS (Inventaire fédéral des sites construits d’importance nationale à protéger en Suisse) , se mettent en place les moyens d’intervention. Le canton de Vaud choisit à la fois de privilégier des opérations exemplaires sur certains chantiers emblématiques comme la cathédrale de Lausanne ou le château de Chillon, tout en restant très présent sur le terrain, également pour des objets patrimoniaux d’intérêt régional ou local. Cette politique de proximité a le mérite de diffuser au mieux les nouvelles philosophies conservatoires issues de la Charte de Venise. La Section des Monuments historiques est également très impliquée dans l’organisation des Journées européennes du patrimoine. Les manifestations vaudoises réunissent régulièrement de 20 000 à 30 000 visiteurs. Le Canton de Vaud devient bientôt l’un des moteurs de cette manifestation en Suisse. C’est à son initiative que ces Journées s’étendront au week-end.

## Planification des coûts de maintenance du patrimoine
Un gros effort est fourni par l’administration pour l’entretien et la préservation du patrimoine cantonal, alors que, dans les années 1970, «la maintenance n’était pas le souci majeur des jeunes architectes, qui rêvaient plutôt d’industrialisation du bâtiment, de Cité radieuse, de l’école idéale ou d’urbanisme novateur». Il a fallu développer une véritable politique d’entretien du patrimoine cantonal, mettre au point une stratégie efficace, à commencer par un inventaire, des relevés systématiques des bâtiments, la collecte d’informations au moyen d’investigations architecturales et historiques. Ces investigations sont confiées à des archéologues et historiens extérieurs à l’administration. Peu à peu s’est accumulé un considérable fonds documentaire, ainsi qu’une base de données informatique.
Celle-ci a pu être utilisée notamment pour l’évaluation des besoins grâce à des méthodes de calcul permettant d’extrapoler les coûts en fonction de l’importance du bâtiment et du nombre d’années d’entretien insuffisant. On utilise tout d’abord la méthode mise au point par Jules Schröder, collaborateur au Service des bâtiments de la ville de Zurich. Son système, basé sur des statistiques financières, permettait d’évaluer les coûts et les besoins de maintenance. Cette technique de calcul, cependant, basée essentiellement sur des considérations financières, n’analyse pas le comportement physique des matériaux. Aussi François Iselin, de l’École polytechnique fédérale va-t-il développer un programme informatique spécifique, d’aide à la maintenance des bâtiments (AMB). Son but est de contrôler (dès la conception du bâtiment) le comportement des matériaux dans le temps.

## Bâtiments cantonaux
Les «années Dresco» ont été des années charnière, au cours desquelles la fonction publique et la mission du Service des bâtiments ont été revalorisés, dans le cadre d’un mouvement plus général de réflexion sociale touchant à l’architecture du quotidien (constructions scolaires, hôpitaux, tribunaux, prisons). Capable d’organiser, d’insuffler un dynamisme, de soutenir les initiatives, mais sachant aussi recadrer si nécessaire, Jean-Pierre Dresco a su tirer le meilleur parti de collaborateurs enthousiastes qui participaient à cette philosophie du bien collectif .
Dès son arrivée à la tête du service, en 1972, Dresco a recherché la qualité architecturale par la mise en concurrence et l’émulation des idées, en instaurant, comme un passage obligé, le concours d’architecture pour tous les projets importants, parfois en invitant même, contrairement à l’usage établi, quelques architectes prometteurs travaillant hors canton. Entre 1980 et 1996, le service a ainsi organisé dix-neuf concours (dont deux seulement n’ont pas été suivis de réalisation). On peut citer notamment les Archives cantonales vaudoises (1980) par l’Atelier Cube, Marc-Henri Collomb; la réaffectation de la caserne de Lausanne (1980) par Jean-Baptiste Ferrari; le nouveau bâtiment du Tribunal cantonal (1980) au voisinage de l’Hermitage, à Lausanne, par les architectes Musy & Valloton avec Ivan Kolecek; le Gymnase de Nyon, par Vincent Mangeat (1984); la prison pour femmes de Lonay (1985) par Fonso Boschetti et Ivan Kolecek; ou encore l’agrandissement de l’école de commerce de Beaulieu (1989) à Lausanne, par Marco Ceccaroli.
Il y eut aussi le bâtiment destiné à l’administration cantonale à Morges (1992), par Rodolphe Lüscher; l’agrandissement du gymnase de Chamblandes à Pully (1992), par Patrick Devanthéry et Inès Lamunière; le nouveau Centre professionnel d’Yverdon (1994), par Ueli Brauen et Doris Wälchli, sans oublier le nouveau Parlement vaudois. Ce bâtiment emblématique a été remis au centre des préoccupations lors d’un concours destiné à créer une nouvelle salle du Grand Conseil, pour remplacer celle construite en 1803 par l’architecte Alexandre Perregaux. Ce concours, gagné en 1997 par Jean-Baptiste Ferrari, Bernard Gachet et Patrick Mestelan, est cependant resté sans suites en raison de l’incendie du site historique en 2002, qui a nécessité une reconstruction après un nouveau concours, gagné cette fois par l’Atelier Cube de Marc-Henri Collomb .
Sous l’égide de Jean-Pierre Dresco, de nombreux autres chantiers importants ont été exécutés. Il y eut notamment la rénovation de l’Ancienne Académie de Lausanne, par Pierre Grand, la transformation du bâtiment de l’ancienne EPUL (en fait ancien hôtel Savoy, transformé et agrandi de 1948-1958 et doté d’une imposante aula couverte d’un voile en béton en 1960-1962 par l’architecte Jean Tschumi) enfin converti en Ecole normale de Lausanne et Séminaire pédagogique. Dans le domaine pénitentiaire, l’État rénove l’ancienne prison de Vevey, ainsi que la prison du Bois-Mermet à Lausanne, toutes deux protégées au titre de patrimoine monumental. Dans le domaine culturel, il y eut aussi le Musée de l’Élysée, l’ancienne douane de Marterey (devenue école de médecine, puis Bibliothèque pour tous). L’ancienne Centrale nucléaire de Lucens a fait elle aussi l’objet d’une reconversion unique en son genre, à savoir, après la dénucléarisation du site, la transformation, en 1997, des locaux en dépôt sécurisé des biens culturels cantonaux.

### Filmographie
- «Jean-Pierre Dresco, architecte de l'État de Vaud le 6 juin 1996 à Chavannes, bâtiment des Archives cantonales», Yverdon-les-Bains : Association Plans-fixes, [1996].